# Xavier García
Xavier García Gadea (Barcellona, 5 gennaio 1984) è un ex pallanuotista spagnolo, naturalizzato croato.

## Palmarès

### Club
- Campionato spagnolo: 7

Barcellona: 2001-02, 2003-04, 2004-05
Barceloneta: 2006-07, 2007-08, 2008-09, 2009-10
- Copa del Rey: 6

Barcellona: 2001-02, 2002-03
Barceloneta: 2006-07, 2007-08, 2008-09, 2009-10
- Supercopa de España: 4

Barceloneta: 2006, 2007, 2008, 2009
- Campionato croato: 7

Primorje: 2013-14, 2014-15
Jug Dubrovnik: 2015-16, 2016-17, 2017-18, 2018-19, 2019-20
- Kup Hrvatske: 7

Primorje: 2012-13, 2013-14, 2014-15
Jug Dubrovnik: 2015-2016, 2016-2017, 2017-2018, 2018-2019
- Coppe LEN: 1

Barcellona: 2003-04
- Lega Adriatica: 6

Primorje: 2012-2013, 2013-2014, 2014-15
Jug Dubrovnik: 2015-16, 2016-17, 2017-18
- Eurolega: 1

Jug Dubrovnik: 2015-16
- Supercoppa LEN: 1

Jug Dubrovnik: 2016

### Nazionale
- Olimpiadi

Croazia: Rio de Janeiro 2016 
- Mondiali

Spagna: Melbourne 2007: 
Spagna: Roma 2009: 
Croazia: Budapest 2017: 
Croazia: Gwangju 2019: 
- Europei

Spagna: Belgrado 2006: 
Croazia: Barcellona 2018: 
- Giochi del Mediterraneo

Spagna: Almeria 2005: 
Spagna: Mersin 2013: 